# Garlède-Mondebat
Garlède-Mondebat ist eine französische Gemeinde mit 219 Einwohnern (Stand 1. Januar 2022) im Département Pyrénées-Atlantiques in der Region Nouvelle-Aquitaine (vor 2016: Aquitanien). Die Gemeinde gehört zum Arrondissement Pau und zum Kanton Terres des Luys et Coteaux du Vic-Bilh (bis 2015: Kanton Thèze).
Der Name in der gascognischen Sprache lautet Garleda-Mondevath.

## Geographie
Garlède-Mondebat liegt ca. 30 km nördlich von Pau am nordöstlichen Rand des Départements in der gascognischen Region Vic-Bilh in der historischen Provinz Béarn.
Umgeben wird der Ort von den Nachbargemeinden:
| Coublucq Pouliacq | Boueilh-Boueilho-Lasque                     |         |
| Lème              | Kompassrose, die auf Nachbargemeinden zeigt | Claracq |
| Thèze             | Lalonquette                                 |         |

Garlède-Mondebat liegt im Einzugsgebiet des Flusses Adour. Einer seiner Zuflüsse, der Gabas, markiert die östliche Grenze zu den Nachbargemeinden Boueilh-Boueilho-Lasque und Claracq. Zwei Nebenflüsse des Gabas, der Tauzia und die Remblé, durchströmen die Gemeinde.

## Geschichte
Funde von Scherben aus der Frühgeschichte belegen die frühe Existenz von Bewohnern auf dem Gebiet der Gemeinde. In der späteren Epoche durchquerte sie eine Römerstraße von Atura (Aire-sur-l’Adour) nach Beneharnum (Lescar), was die Ansiedlung entlang dieses Weges begünstigte.
Bei der Volkszählung im Jahre 1385 wurden in Garlède zwölf, in Mondebat acht Haushalte gezählt. Mondebat gehörte zur Bailliage von Pau in dieser Zeit, während Garlède und Claracq eine gemeinsame Pfarrgemeinde bildeten. Der Grundherr von Montdebat war bis 1603 von den Baronen von Gabaston abhängig, danach verbunden mit Lalonquette, bevor 1658 das Baronat von Montdebat zugunsten von Bernard de Caplane per Erlass des französischen Königs gegründet wurde, welches neben Montdebat und Lalonquette auch Garlède umfasste. Am 25. Juni 1844 haben sich Garlède und Mondebat zur neuen Gemeinde Garlède-Mondebat zusammengeschlossen.
Toponyme und Erwähnungen von Garlède waren:
- Garaleda (1101, Kopialbuch des Bistums Lescar),
- Galarede (1385, Volkszählung im Béarn),
- Garralede und Garrelede (1443, Verträge von Carresse),
- Garlade (1546, Manuskriptsammlung des 16. bis 18. Jahrhunderts),
- Garlede (1750, Karte von Cassini),
- Garlede (1793, Notice Communale) und
- Garlede und Garlède (1801, Bulletin des Lois).[4][5][6]

Toponyme und Erwähnungen von Mondebat waren:
- Monde-Abat und Mondebag (1385 bzw. 14. Jahrhundert, Volkszählung im Béarn),
- Mondabat (1546, Manuskriptsammlung des 16. bis 18. Jahrhunderts) und
- Mondebat (1750, 1793, 1801, Karte von Cassini, Notice Communale bzw. Bulletin des Lois).[4][5][7]

### Einwohnerentwicklung
Nach einem Höchststand der Einwohnerzahl von über 400 Einwohnern in der Mitte des 19. Jahrhunderts ist die Zahl bei kurzen Wachstumsphasen bis zu den 1990er Jahren insgesamt um rund 60 % gesunken. Seitdem ist die Zahl der Bewohner wieder stetig angestiegen.
| Jahr      | 1962 | 1968 | 1975 | 1982 | 1990 | 1999 | 2006 | 2009 | 2022 |
| --------- | ---- | ---- | ---- | ---- | ---- | ---- | ---- | ---- | ---- |
| Einwohner | 206  | 194  | 170  | 175  | 165  | 180  | 188  | 196  | 219  |

## Sehenswürdigkeiten
- Kirche Saint-Martin von Garlède-Mondebat, gewidmet Martin von Tours. Der ursprüngliche, romanische Langbau wurde vermutlich im 12. Jahrhundert errichtet. Von dieser Epoche ist nur der Altar aus Sandstein übrig geblieben. Am Ende des 15. oder zu Beginn des 16. Jahrhunderts wurde ein Seitenschiff hinzugefügt. Im 19. Jahrhundert wurde das Gotteshaus restauriert. Viele Ausstattungsgegenstände der Kirche stammen aus dem 12. bis 19. Jahrhundert und sind als nationale Kulturgüter registriert.[9][10]

- Kirche von Mondebat, gewidmet dem Apostel Andreas. Sie weist viele Parallelen zur Kirche Saint-Martin auf. Der ursprüngliche, romanische Langbau wurde ebenfalls im 12. Jahrhundert gebaut. Das Seitenschiff ist im 19. Jahrhundert angefügt worden. Im Jahre 1964 ist ein Altar aus Sandstein zutage gekommen, der sich vermutlich bereits in der ursprünglichen Kirche befand. Viele Ausstattungsgegenstände der Kirche stammen aus dem 12. bis 19. Jahrhundert und sind als nationale Kulturgüter registriert.[11][12]

- Wallburg von Garlède-Mondebat. Sie stammt aus der gallorömischen Zeit und lässt auf eine Besiedelung des Landstrichs in dieser Zeit schließen, zumal die Gemeinde von einer Römerstraße durchquert wurde. Unweit der Villa von Lalonquette könnte die Wallburg zu einem Nebengebäude, vermutlich einer Wassermühle aus dem 4. Jahrhundert gehören. Verschiedene Mosaikfragmente sind an dieser Stelle gefunden worden.[13]

## Wirtschaft und Infrastruktur
Die Landwirtschaft ist der wichtigste Wirtschaftsfaktor der Gemeinde.

### Bildung
Die Gemeinde verfügt über eine öffentliche Grundschule.

### Verkehr
Garlède-Mondebat wird durchquert von den Routes départementales 236, 279 und 946, der ehemaligen Route nationale 646.